# Sent Laurenç (Cruesa)
Sent Laurenç (en francès Saint-Laurent) és una localitat i comuna de França, a la regió de la Nova Aquitània, departament de la Cruesa. La seva població al cens de 1999 era de 539 habitants. Està integrada a la Communauté de communes de Guéret-Saint-Vaury.

## Demografia
| 1968 | 1975 | 1982 | 1990 | 1999 |
| ---- | ---- | ---- | ---- | ---- |
| 462  | 425  | 493  | 478  | 539  |

## Administració
| Període | Identitat      | Partit |
| ------- | -------------- | ------ |
| 2001-   | Alain Clédière |        |